# Colpo di Stato in Romania del 1947
Il colpo di Stato del 30 dicembre 1947 (noto nella storiografia comunista come proclamazione della Repubblica Socialista di Romania, Festa della Repubblica o abdicazione del re) è l'azione che ebbe luogo tra il 30 dicembre 1947 e il 3 gennaio 1948 da parte dei comunisti rumeni, supportati dalle truppe sovietiche occupanti, che costrinsero il re Michele I ad abdicare. I golpisti proclamarono la Repubblica Socialista di Romania in violazione della Costituzione in vigore, mentre la famiglia reale andò in esilio, il quale è durato fino al 1997.
Il 30 dicembre 1947 segnò l’instaurazione della Repubblica Socialista di Romania con la rimozione degli ultimi limitati ostacoli al cambiamento di regime: la Costituzione democratica del 1923, il Governo monarchico e la persona del re.
I cambiamenti politici provocati dal colpo di Stato avvennero senza l'approvazione della nazione rumena, che non venne consultata tramite referendum.

## Situazione politica del Paese
Il 23 agosto 1944 la Romania ruppe l'alleanza con la Germania nazista nella seconda guerra mondiale, e si schierò con i Paesi alleati occidentali: Regno Unito, Francia e Stati Uniti d'America. Il regime del maresciallo Ion Antonescu, leale ad Adolf Hitler, venne improvvisamente rimosso e sostituito da un nuovo governo guidato dal generale Constantin Sănătescu, e la politica estera venne reindirizzata. Il cambiamento venne fatto su iniziativa di re Michele e di un piccolo gruppo di stretti collaboratori. Dopo la realizzazione del golpe, il sovrano godette del massiccio sostegno di numerosi partiti politici (Partito Nazionale Liberale, Partito Nazionale Contadino, Partito Socialdemocratico e una piccola parte del Partito Comunista Rumeno), delle Forze Armate e della stragrande maggioranza delle persone. I vantaggi di tale cambiamento erano molti: la rapida uscita da una guerra già persa, la limitazione delle perdite umane e materiali, l'ottenimento di condizioni più favorevoli per la pace e la mancata trasformazione del territorio del Paese in un teatro di guerra.
Tuttavia, l'atto del 23 agosto 1944 ebbe come conseguenza l'entrata dell'Armata Rossa nel Paese, che non poté essere evitata. I sovietici entrarono in Romania come alleati e, dopo il 23 agosto, non si verificò alcuna ostilità tra l'esercito rumeno e quello sovietico.
Il 2 aprile 1944, cioè poco prima di cambiare schieramento, il ministro degli Esteri sovietico Vjačeslav Michajlovič Molotov disse che se il Regno di Romania avesse accettato le condizioni dell'armistizio imposte dagli Alleati, l'Armata Rossa non avrebbe cercato di cambiare il regime politico quando fosse entrata nel Paese.
Dopo il 23 agosto, il re e il governo di Constantin Sănătescu reintegrarono con molta difficoltà la Costituzione democratica del 1923 e il regime democratico parlamentare, consentendo il normale funzionamento dei partiti politici che erano stati ufficialmente disciolti sotto Antonescu. Il rispetto della tregua venne supervisionato dalla Commissione alleata di controllo, a guida sovietica e con sede a Bucarest, che comprendeva un rappresentante statunitense, uno britannico e uno sovietico. Tuttavia, a causa dell'occupazione militare del Paese da parte sovietica e dell'accordo percentuale, il quale era sconosciuto dal Regno di Romania in quel momento, la delegazione sovietica prevalse, e la politica degenerò rapidamente nella violenza e nella dittatura di stampo stalinista.
Il 6 marzo 1945, il rappresentante sovietico Andrej Januar'evič Vyšinskij impose al re, con la minaccia della forza militare, di sostituire il governo guidato dal generale Nicolae Rădescu con un governo fantoccio dominato da comunisti filo-sovietici e guidato da Petru Groza.
Nell'agosto del 1945, a causa dei numerosi abusi del governo di Groza, il re chiese le sue dimissioni. Per la prima volta nella storia costituzionale della Romania, un governo si rifiutò di lasciare il potere su richiesta del sovrano. Come risultato, tra l'agosto del 1945 e il gennaio del 1946 il re innescò lo "sciopero reale". Re Michele I rifiutò infatti di firmare le leggi emanate dal governo di Groza. La Costituzione del 1923 prevedeva che il potere legislativo fosse esercitato collettivamente dal re e dall'Assemblea legislativa. Per entrare in vigore, le leggi necessitavano della firma reale. In tal modo, il re non violò i suoi poteri, poiché l'articolo 88 della Costituzione affermava, tra le altre cose, che il re "può rifiutare di firmare".
L'8 novembre 1945, festa dei Santi Arcangeli Michele e Gabriele e onomastico del re, nella piazza del Palazzo di Bucarest si tenne una grande manifestazione pro-monarchica, in cui la popolazione - soprattutto studenti e membri dei partiti tradizionali - pacificamente espresse l'insoddisfazione verso il regime comunista e supporto al giovane sovrano, considerato l'ultimo garante della democrazia. In questa occasione si svolse una manifestazione operaia organizzata dal Blocco Democratico Nazionale, che perpetrò numerose violenze a cui i pro-monarchici risposero. Questo grave fatto offrì alle autorità di polizia filo-governative il pretesto per arrestare numerosi manifestanti anticomunisti e di imprigionarli anche per due anni senza alcuna chiara accusa legale nei loro confronti. Almeno 1 100 di loro erano ancora in carcere nel dicembre del 1947, e la loro vita venne utilizzata come "merce di scambio" per ricattare il re e costringerlo a firmare l'atto di abdicazione.
Il 19 novembre 1946 in Romania si tennero le elezioni generali. Avvennero brogli elettorali da parte dal governo di Groza: al posto del Partito Nazionale Contadino, reale vincitore (con il simbolo elettorale dell'"occhio"), venne dichiarato vincitore il Blocco Democratico Nazionale (contenente il Partito Comunista e molti altri partiti satelliti e con il simbolo elettorale del "sole").
Nel luglio del 1947 ebbe luogo la messa in scena di Tamassu: i leader del Partito Nazionale Contadino furono arrestati con l'accusa di voler fuggire in un Paese straniero. A novembre, il Partito Nazionale Contadino venne sciolto, e il Partito Nazionale Liberale, incapace di funzionare, si dissolse da solo.
Gli unici ostacoli rimasti al pieno potere del regime comunista erano la Costituzione del 1923 e la monarchia.

## Eventi del 30 dicembre 1947
Il re Michele e la regina madre Elena avevano ricevuto l'invito a partecipare al matrimonio della principessa Elisabetta del Regno Unito e di Filippo Mountbatten fissato per il novembre del 1947. Come di consueto, per rispondere all'invito, il re chiese il permesso al governo di Groza che, con sua grande sorpresa, glielo concesse con fretta e sollecitudine. I due partirono il 12 novembre 1947 da Baneasa in un aereo pilotato alternativamente dal comandante Traian Udriski e dallo stesso re. La partenza avvenne di fronte a tutti i ministri molto entusiasti: molto probabilmente, i comunisti speravano che il re sfruttasse questa opportunità per non tornare nel Paese.
Durante le cerimonie - che durarono quasi un mese - la famiglia reale rumena visse al Claridge's Hotel di Londra, dove il giovane re incontrò la principessa Anna di Borbone-Parma, sua futura moglie, di un'antica famiglia reale francese. I due s'innamorarono rapidamente, e dopo qualche tempo il re chiese la mano della giovane principessa.
Al ritorno in patria - che si svolse in treno nella stazione reale di Băneasa - il re e la regina madre furono salutati con freddezza dagli stessi ministri del governo comunista di Petru Groza. All'accoglienza ufficiale, Lucrețiu Patrascanu rifiutò di dare la mano al re facendo finta di guardare in un'altra direzione.
In base alle disposizioni dello Statuto della famiglia reale, al fine di sposarsi, il re aveva bisogno dell'approvazione del Governo. Questo, in circostanze normali, era una mera formalità. Tuttavia, la sua richiesta, formulata dopo il suo ritorno nel Paese, venne negata.
La sera del 29 dicembre 1947, la famiglia reale si trovava a Sinaia, nel castello di Foisor. Mentre i domestici stavano apparecchiando la tavola, il re ricevette due successive telefonate da Bucarest da Dimitrie Negel, il maresciallo del Palazzo, che gli comunicò che il Primo ministro Petru Groza voleva incontrarlo la mattina successiva alle 10 presso il Palazzo di Elisabetta "per discutere di una questione di famiglia". In quegli anni, il Palazzo di Elisabetta, la residenza della zia del re, era utilizzato come residenza reale nella capitale, dato che il Palazzo Reale di Calea Victoriei era ancora seriamente danneggiato dagli attentati tedeschi del 24 agosto 1944, e la Casa Nouă era stata completamente distrutta dagli stessi bombardamenti.
Pensando che si sarebbe parlato del progetto del suo matrimonio, il re accettò la richiesta, anche se Groza aveva palesemente violato molte regole del protocollo reale. Un ministro infatti non doveva convocare il re ma chiedere un'udienza con un giusto periodo di anticipo. Tali errori di cortesia elementare erano però frequenti nei dignitari comunisti.
Il giorno successivo, il re e la regina madre, accompagnati dall'aiutante reale Jacques Vergotti, lasciarono Sinaia per incontrarsi alle 10 con Petru Groza a Bucarest.
Al suo arrivo al Palazzo di Elisabetta, l'aiutante Vergotti notò che i militari della Guardia Reale, che usualmente custodivano la residenza, erano stati sostituiti a sorpresa con soldati della Divisione "Tudor Vladimirescu", giunti in treno dall'Unione Sovietica e leali ai comunisti. Le Guardie non poterono reagire perché furono arrestate da un gruppo di giovani militanti comunisti che erano nel grande parco che circonda il palazzo.
All'ora stabilita, il re discese personalmente nel viale per aprire la porta a Groza. Senza preavviso, Groza venne accompagnato dal ministro Gheorghe Gheorghiu-Dej, un'altra violazione del protocollo che affermava che non si potevano portare estranei in un incontro tra il sovrano e il Primo ministro, in particolare se non invitati. Oltre alla regina madre Elena partecipò alla discussione "famigliare" solo Mircea Ionnițiu, segretario personale ed ex compagno di classe del re.
Nel salone al piano superiore, Petru Groza incominciò la discussione sottolineando che "è giunto il momento per un divorzio amichevole tra il Paese e la monarchia". Scrisse quindi un atto semplice e chiese al re di firmare l'abdicazione. Il documento non seguiva la solita formulazione dei decreti reali, dimostrando che fosse falso, forse fatto da stranieri. Il re protestò, sottolineando che il cambiamento della forma di governo potesse essere fatto solo per espressa volontà della nazione rumena e nel rigoroso rispetto delle procedure democratiche previste dalla Costituzione. L'intero processo avrebbe dovuto essere approvato da un referendum. Il documento presentato al re era inoltre legalmente scorretto perché affermava di aver "rinunciato al trono per sé stesso e per i suoi discendenti". Infatti, senza un mandato nessuno può rinunciare a nulla in nome di qualcun altro. Inoltre, l'eventuale rinuncia al trono di re Michele non implicava automaticamente l'abolizione della monarchia, ma solo il passaggio della Corona al prossimo nella linea di successione.
La risposta della delegazione comunista fu che "non c'è tempo per tali procedure". La fretta era la conseguenza delle pressioni politiche dell'Unione Sovietica, che voleva rimuovere la monarchia. Il re chiese una tregua per un'attenta lettura dell'atto. Ritiratosi nel suo ufficio e consultandosi con Mircea Ionnițiu, scoprì che il palazzo era completamente isolato perché le connessioni telefoniche erano state interrotte. Il segretario reale sottolineò che l'attacco alla vita del re avrebbe eliminato qualsiasi possibilità di porre rimedio alla situazione, mentre una firma messa su un atto illegittimo era l'unica cosa che i comunisti potessero fare, perché il re godeva di un enorme sostegno popolare e l'intera nazione era consapevole che l'atto di abdicazione era stato strappato con la forza. Le informazioni ricevute in seguito dimostrano che, in accordo con i comunisti rumeni, le truppe sovietiche occuparono le strade di Bucarest. I carri armati spaventarono la popolazione, e nello stadio situato presso l'Arco di Trionfo venne posta una batteria di artiglieria puntata sul Palazzo di Elisabetta.
Tornati, il re continuò a rifiutare di firmare l'abdicazione, anche se nel frattempo Petru Groza mostrò alla regina di tenere una pistola nel suo cappotto e la invitò a non farsi male come fece Ion Antonescu il 23 agosto. Come ultimo argomento, la delegazione comunista minacciò di giustiziare immediatamente i 1 100 giovani, per lo più studenti, arrestati nella manifestazione dell'8 novembre 1945. Il re fu quindi costretto a firmare. Poco prima disse: "il sangue non scorrerà grazie a me!"
Dopo la firma del documento, la famiglia reale venne invitata a non cercare di contattare nessuno e di lasciare il castello di Peleș, dove una "commissione di inventario" nominata dal Governo comunista avrebbe censito tutte le tenute reali.
Si può notare che anche la tempistica di questo colpo di Stato venne attentamente individuata dai comunisti rumeni e dai loro sostenitori. Erano infatti prossime le festività di Capodanno e Natale, e quindi l'attenzione della popolazione rumena in maggioranza era diretta alle vacanze e alle attività famigliari.

## Proclamazione della Repubblica
Per dare una parvenza di legalità al colpo di Stato, i comunisti convocarono in fretta, per la sera del 30 dicembre 1947, una seduta della Camera dei deputati per comunicare l'abolizione della monarchia e la proclamazione della Repubblica popolare. La camera alta del Parlamento nazionale, il Senato, non esisteva più, probabilmente perché considerata "borghese". Dal 20 dicembre al 20 gennaio il Parlamento era in genere chiuso per la pausa invernale e i deputati non potevano prendere una decisione legalmente vincolante ai sensi della Costituzione e del Regolamento della Camera. Si sarebbe infatti dovuto convocare un'assemblea straordinaria, in quanto non vi era il tempo necessario perché i deputati tornassero a Bucarest.
Tuttavia, l'incontro richiesto venne fatto comunque sotto la presidenza dello scrittore Mihail Sadoveanu. Secondo la legge, la Camera dei deputati non poteva emendare la Costituzione, che prevedeva anche la forma di governo. Per dare un aspetto di "congestione", nella sala di lavoro della Camera dei deputati furono invitati una serie di "rivoluzionari" "compagni delle persone di fiducia", scelti casualmente ed entusiasti all'idea di proclamazione della Repubblica, che non avevano alcun diritto legale di votare al posto dei membri della Camera. Anche così, non è stato raggiunto il quorum necessario, come risulta dal verbale dell'audizione.
Secondo lo stesso documento, la seduta durò 45 minuti. Una semplice stima, basata sui dati contenuti nel verbale, indica che il voto ultraveloce avrebbe richiesto almeno 70 minuti. Non vi fu nessuna chiamata nominale dei deputati, e il numero dei presenti non venne comunicato. Furono approvate due leggi, nessuna delle quali venne elencata nell'ordine del giorno, discussa nelle commissioni parlamentari e considerata dal Consiglio legislativo.
Il 30 dicembre, un numero speciale del giornale del Partito Comunista, Scînteia, annunciò al Paese la proclamazione della Repubblica con un articolo che terminava con la frase: "Esaltare la nuova forma di vita del nostro Stato, la Repubblica popolare rumena, la patria di tutti coloro che lavorano con le armi e la mente, dalle città e dai villaggi".
Esso cercava di accreditare l'idea che il cambiamento di ordine statale sarebbe venuto dall'iniziativa del popolo rumeno e non degli occupanti sovietici. A questo proposito, la sera del 30 dicembre un piccolo raduno di sostenitori comunisti gioì pubblicamente della proclamazione della Repubblica nella piazza del Palazzo a Bucarest. La Gazzetta Ufficiale, nel numero 300 bis di martedì 30 dicembre 1947, pubblicò la legge numero 363 per la proclamazione della Repubblica popolare rumena e la legge numero 364 sulla nomina del Presidium della Repubblica popolare rumena.

## Partenza della famiglia reale per l'esilio
Il 3 gennaio 1948, re Michele fu costretto dalle nuove autorità a lasciare la Romania. La partenza avvenne dalla stazione ferroviaria reale di Sinaia con il treno reale dopo estesi e umilianti controlli sui bagagli della famiglia del re e del personale. I soli oggetti di valore che ebbero il permesso di portare furono quattro veicoli di proprietà del re che vennero caricati su un carro a parte. Sulla banchina, la famiglia reale e il personale di servizio salirono sul treno tra due file di soldati che erano stati addestrati a sedersi dietro il re per evitare il contatto con gli occhi. Al momento della partenza, le porte e le finestre del treno reale furono chiuse e oscurate sotto lo stretto controllo delle autorità comuniste e del personale militare. Sul treno, anche il pane e la frutta che erano sul tavolo per la regina Elena vennero tagliati a pezzi perché non fosse possibile nascondervi gioielli o altri oggetti personali di valore.
Bill Lawrence, il corrispondente del New York Times in Romania, volle assistere alla partenza della famiglia reale, ma questo non gli fu concesso dalle nuove autorità. Insistette, e riuscì a seguire gli eventi su un'altura vicina. Il suo reportage sull'evento apparve sulla stampa americana pochi giorni dopo.
La pistola che fu sequestrata dalle guardie comuniste all'aiutante reale Jacques Vergotti quando questi salì sul treno, non venne restituita.
Il treno si fermò a Săvârşin, quindi lasciò la Romania a Curtici. Il treno si diresse verso Vienna, zona di occupazione militare degli Stati Uniti. Lì un ufficiale americano entrò nel treno, salutò il re e la regina madre e confermò che essi erano liberi di proseguire. Il treno continuò quindi il suo viaggio verso Losanna.

## Conseguenze del colpo di Stato del 30 dicembre 1947
Dopo il colpo di Stato del 30 dicembre 1947, e fino al 13 aprile 1948, il Paese rimase in una situazione di vuoto costituzionale. La Costituzione del 1923 venne abrogata. Alcuni atti del governo di Petru Groza furono pubblicati sulla Gazzetta ufficiale retrodatati al 29 dicembre 1947, continuando così la serie di falsi. La Camera continuò a legiferare senza una base legale, stabilendosi le proprie attribuzioni. Il 13 aprile 1948 venne adottata la prima Costituzione della Romania comunista, con la stessa discutibile "base giuridica".

## Ritorno in patria della famiglia reale
Dopo la rivoluzione rumena del 1989, i governi guidati da Ion Iliescu e Petre Roman impedirono il ritorno della famiglia reale in Romania, nonostante le richieste di re Michele, con l'eccezione di una visita di due giorni nella primavera del 1992. In quell'occasione, secondo le stime ufficiali, circa un milione di persone si recarono in strada per salutare il sovrano. Altri tentativi di tornare nel Paese, come quello fatto nel Natale del 1990, portarono all'allontanamento del re dal confine, sotto scorta armata.
Il definitivo ritorno in patria della famiglia reale fu possibile nel 1997, quando il governo di Victor Ciorbea annullò le decisioni politiche del Governo di Petru Groza, che avevano privato re Michele della cittadinanza e della nazionalità rumene.

## Opinioni di re Michele sull'atto di abdicazione
Dopo essere partito per un esilio forzato, il re sfruttò ogni occasione per mostrare alle autorità straniere la verità sulle condizioni del colpo di Stato del 30 dicembre 1947, sottolineando che gli eventi avvennero in violazione della legge in un Paese sotto occupazione militare straniera e senza consultare la volontà della nazione rumena. In alcune di queste esposizioni pubbliche della verità, colpì la riluttanza dei politici occidentali, desiderosi di mantenere accettabili rapporti politici e di compromesso con l'Unione Sovietica.
Dopo il suo ritorno, avvenuto nel 1997, re Michele mantenne le stesse prese di posizione pubbliche, sostenendo che solo la conoscenza di tutta la verità della storia rumena e il ripristino di ciò che fu brutalmente interrotto, sulla base giuridica della Costituzione del 1923, potesse dare legittimità alla governance attuale. Egli espresse fortemente il diritto sovrano del popolo rumeno di scegliere liberamente la forma di governo - monarchia costituzionale o repubblica - dopo informazioni corrette, consapevolmente e con leggi che furono violate il 30 dicembre 1947. Il sovrano rispose allo scrittore Mircea Ciobanu: "Gli attacchi contro la monarchia e contro di me dimostrano che gli attuali leader del Paese non sono sicuri della loro posizione. Sanno meglio di tutti che la Repubblica è stata installata senza consultare l'opinione della gente. Ora stanno andando a consultarla ma per far legittimare la vecchia frode. Quando i re dei Paesi Bassi o della Norvegia lasciarono il loro Paese a causa dei tedeschi, consultarono le persone quando tornarono nel Paese? Gli chiesero qualcosa? E se si fossero abituati al dominio di Hitler nel frattempo? I rumeni dovrebbero essere interpellati in questi termini: Vuoi tu rimanere con una forma di governo che i sovietici ti hanno dato nel 1947?"